# Digitaliseringskommissionen

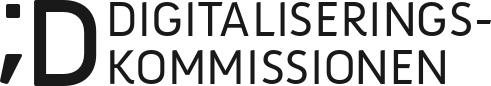

Digitaliseringskommissionen fick 2012 av regeringen och It- och energiminister Anna-Karin Hatt i uppdrag att verka för att det it-politiska målet i den digitala agendan uppnås, och att regeringens ambitioner inom området fullföljs. Kommissionen var en uppföljare till digitaliseringsrådet som inrättades 2011.
TIll detta tillsatte Regeringen även en expertgrupp för att bistå Digitaliseringskommissionen. It-minister Mehmet Kaplan utsåg den 27 mars 2015 nya experter till Digitaliseringskommissionens expertgrupp. De har i uppdrag att agera bollplank till Digitaliseringskommissionen, och skall bland annat ta fram en omvärldsanalys som belyser vad som kan komma att påverka digitaliseringen i Sverige. De skall även identifiera strategiska områden som bör beaktas i utvecklingen av Sveriges framtida digitaliseringspolitik, och utreda hur främjande av digitaliseringen bör bedrivas på nationell nivå.
Uppdraget skulle slutredovisas senast den 31 december 2015, men fick förlängning till 31 December 2016, med följande målsättningen satt av regeringen: (1) Redovisa kunskapssammanställningar om digitaliseringens effekter på samhället och individen samt (2) Stödja regeringens arbete i digitaliseringsfrämjande frågor.
Man tillsatte även den s.k "lilla kommissionen", en grupp med skolelever, för att kunna se bortom sina egna föreställningar om hur det digitala bör fungera.
Jan Gulliksen var ordförande i Digitaliseringskommissionen som släppte sin slutrapport 2016: SOU 2016:89 För digitalisering i tiden.
Digitaliseringskommissionen ersattes av ytterligare ett digitaliseringsråd 2017.

## Expertgruppen

### Nuvarande[när?]medlemmar
- Karin Bradley - biträdande lektor
- Maja Brisvall - verkställande direktör
- Anna Felländer - chefsekonom
- Stefan Henningsson - klimat- och innovationsrådgivare
- Shahyan Khan - strategikonsult
- Kerstin Lindvall - hållbarhetschef
- Paulina Modlitba Söderlund - konsult
- Rene Summer - rådgivare
- Fredrik Söderqvist - ekonom
- Åsa Zetterberg - sektionschef

### Medlemmar före regeringsskiftet 2014
- Kristina Alexanderson – Chef för Internet i skolan på Stiftelsen för Internetinfrastruktur
- Johanna Berg – Utredare på Digisam
- Jenny Birkestad  - Chef för förnyelseavdelningen/CIO Solna kommun
- Niklas Derouche – IT-entreprenör och utvecklare.
- Anne-Marie Eklund-Löwinder – Säkerhetschef vid Stiftelsen för Internetinfrastruktur.
- Daniel Forslund – Chefsstrateg på Vinnova.
- Mikael Hansson – Redaktör & kommunikatör vid Infotech Umeå, Uminova
- Jan Hylén – Organisationskonsult
- Cecilia Marlow – Internationell affärsutvecklare
- Per Mosseby – Direktör och chef för SKL:s Center för eSamhället, Cesam
- Sofia Svanteson – expert på mobil teknik och användarupplevelsen
- Daniel Westman – Doktorand i rättsinformatik